# Podu lui Paul
Podu lui Paul falu Romániában, Erdélyben, Fehér megyében.

## Története
Podu lui Paul korábban Zalatna (Zlatna) része volt, 1956 körül vált külön 81 lakossal.
1966-ban 84 lakosából 72 román, 1 magyar, 11 cigány volt. 1977-ben 83 lakosából 19 román, 1 magyar, 63 cigány, 1992-ben 65 lakosából 47 román, 18 cigány, 2002-ben 98 lakosából 81 román, 1 magyar, 16 cigány volt.